# Lista odcinków serialu Iron Fist
Poniżej znajduje się lista odcinków serialu telewizyjnego Iron Fist – emitowanego przez amerykański serwis internetowy Netflix od 17 marca 2017 roku. 
21 lipca 2017 roku został ogłoszony drugi sezon serialu z premierą 7 września 2018 roku.
| Sezon | Sezon | Odcinki | Oryginalna emisja | Oryginalna emisja |
| ----- | ----- | ------- | ----------------- | ----------------- |
|       | 1     | 13      | 17 marca 2017     | 17 marca 2017     |
|       | 2     | 10      | 7 września 2018   | 7 września 2018   |

## Sezon 1 (2017)
| №  | Nr | Tytuł                                                             | Reżyseria        | Scenariusz                                       | Premiera (Netflix) | Premiera w Polsce (Netflix) |
| -- | -- | ----------------------------------------------------------------- | ---------------- | ------------------------------------------------ | ------------------ | --------------------------- |
| 1  | 1  | Powrót Snow Gives Way                                             | John Dahl        | Scott Buck                                       | 17 marca 2017      | 17 marca 2017               |
| 2  | 2  | Shadow Hawk ucieka Shadow Hawk Takes Flight                       | John Dahl        | Scott Buck                                       | 17 marca 2017      | 17 marca 2017               |
| 3  | 3  | Mocny cios Rolling Thunder Cannon Punch                           | Tom Shankland    | Quinton Peeples                                  | 17 marca 2017      | 17 marca 2017               |
| 4  | 4  | Córka smoka Eight Diagram Dragon Palm                             | Miguel Sapochnik | Scott Reynolds                                   | 17 marca 2017      | 17 marca 2017               |
| 5  | 5  | Pod bezlistnym lotosem Under Leaf Pluck Lotus                     | Uta Briesewitz   | Cristine Chambers                                | 17 marca 2017      | 17 marca 2017               |
| 6  | 6  | Nieśmiertelny wychodzi z jaskini Immortal Emerges from Cave       | RZA              | Dwain Worrell                                    | 17 marca 2017      | 17 marca 2017               |
| 7  | 7  | Wycinka drzew wraz z korzeniami Felling with Tree Routes          | Farren Blackburn | Ian Stokes                                       | 17 marca 2017      | 17 marca 2017               |
| 8  | 8  | Dar, który ma wiele odcieni The Blessing of Many Fractures        | Kevin Tancharoen | Tamara Becher-Wilkinson                          | 17 marca 2017      | 17 marca 2017               |
| 9  | 9  | Znawczyni wszelkich odmian cierpienia The Mistress of All Agonies | Jet Wilkinson    | Pat Charles                                      | 17 marca 2017      | 17 marca 2017               |
| 10 | 10 | Black Tiger kradnie serce Black Tiger Steals Heart                | Peter Hoar       | Quinton Peeples                                  | 17 marca 2017      | 17 marca 2017               |
| 11 | 11 | Odprowadź konia do stajni Lead Horse Back to Stable               | Deborah Chow     | Ian Stokes                                       | 17 marca 2017      | 17 marca 2017               |
| 12 | 12 | Powstrzymać tego, który trzyma Bar the Big Boss                   | Andy Goddard     | Scott Reynolds                                   | 17 marca 2017      | 17 marca 2017               |
| 13 | 13 | Smok igra z ogniem Dragon Plays with Fire                         | Stephen Surjik   | Scott Buck, Tamara Becher-Wilkinson, Pat Charles | 17 marca 2017      | 17 marca 2017               |

## Sezon 2
| №  | Nr | Tytuł                                                     | Reżyseria          | Scenariusz          | Premiera (Netflix) | Premiera w Polsce (Netflix) |
| -- | -- | --------------------------------------------------------- | ------------------ | ------------------- | ------------------ | --------------------------- |
| 14 | 1  | Wściekłość Iron Fista The Fury of Iron Fist               | David Dobkin       | M.Raven Metzner     | 7 września 2018    | 7 września 2018             |
| 15 | 2  | Krew za krew The City’s Not for Burning                   | Rachel Talalay     | Jon Worley          | 7 września 2018    | 7 września 2018             |
| 16 | 3  | Ten zabójczy sekret This Deadly Secret                    | Toa Fraser         | Tatiana Suarez-Pico | 7 września 2018    | 7 września 2018             |
| 17 | 4  | Cel: Iron Fist Target: Iron Fist                          | MJ Bassett         | Jenny Lynn          | 7 września 2018    | 7 września 2018             |
| 18 | 5  | Serce smoka Heart of the Dragon                           | Mairzee Almas      | Declan de Barra     | 7 września 2018    | 7 września 2018             |
| 19 | 6  | Smok umiera o świcie The Dragon Dies at Dawn              | Philip John        | Matthew White       | 7 września 2018    | 7 września 2018             |
| 20 | 7  | Rozterki i niepewności Morning of the Mindstorm           | Stephen Surjik     | Rebecca Dameron     | 7 września 2018    | 7 września 2018             |
| 21 | 8  | Między młotem a kowadłem Citadel on the Edge of Vengeance | Julian Holmes      | Melissa Glenn       | 7 września 2018    | 7 września 2018             |
| 22 | 9  | Niekończąca się wojna War Without End                     | Sanford Bookstaver | Daniel Shattuck     | 7 września 2018    | 7 września 2018             |
| 23 | 10 | Szczęk żelaza A Duel of Iron                              | Jonas Pate         | M.Raven Metzner     | 7 września 2018    | 7 września 2018             |